# 闼卢摸末
闼卢摸末（?—?），吐谷浑王族，吐谷浑末代首领诺曷钵的次子。
闼卢摸末的母亲是唐朝的弘化公主，唐太宗时，诺曷钵归附唐朝。唐高宗以宗室女金城县主嫁给了闼卢摸末的大哥苏度摸末，苏度摸末拜左领军卫大将军。闼卢摸末被任命为右武卫大将军、封为梁汉王。《新唐书》说苏度摸末死后，闼卢摸末来请婚，唐高宗以宗室女金明县主嫁给了闼卢摸末。698年，弘化公主去世时，墓志铭只记载了她的第五子宣王万，没有记载闼卢摸末。说明当时闼卢摸末已经去世。

## 家族
- 父亲：诺曷钵
- 母亲：弘化公主
- 长兄：慕容忠
- 五弟：宣王万
- 妻子：金明县主